# 郑洪波
郑洪波，云南大学地球系统科学研究中心主任，曾任同济大学海洋与地球科学学院院长。中华人民共和国教育部第四批"长江学者"特聘教授，早年曾就读于南京大学、中国科学院、西澳大利亚大学。